# Jacques Ancet
Jacques Ancet, né le 14 juillet 1942  à Lyon, est un poète et traducteur français.

## Biographie
Après des études secondaires et supérieures dans sa ville natale, il devient lecteur de français à l'Université de Séville, puis agrégé d'espagnol. Il enseigne plus de trente ans dans les classes préparatoires aux grandes écoles avant de se consacrer à son travail d'écrivain et de traducteur près d'Annecy, où il réside.
Il est notamment traducteur des poètes espagnols tels que Saint Jean de la Croix, Luis de Góngora, Francisco de Quevedo ou Ramón Gómez de la Serna mais aussi Vicente Aleixandre, Luis Cernuda, José Ángel Valente, Antonio Gamoneda, Andrés Sánchez Robayna (es) et les argentins : Alejandra Pizarnik, Jorge Luis Borges, Juan Gelman.
En 2012, il reçoit la Plume d'or de la Société des Auteurs Savoyards.

## Prix
- 1992 : le prix de traduction Nelly Sachs ;
- 1994 : le prix Rhône-Alpes du Livre.
- 2006 :
  - la Bourse de traduction du Prix européen de littérature ;
  - le prix Heredia de l’Académie française pour Diptyque avec une ombre ;
  - le prix de poésie Charles Vidrac de la Société des gens de lettres.
- 2009 : le prix Guillaume-Apollinaire pour L'Identité obscure[1]
- 2012 : la Plume d'Or 2013 de la Société des Auteurs Savoyards au château de Clermont (Haute-Savoie) reçue le 16 septembre ;
- 2015 : Prix Alain Bosquet de traduction.
- 2016 :
  - le prix Roger-Caillois de traduction ;
  - le titre Docteur Honoris Causa de la Faculté de philosophie, arts et lettres de l'Université catholique de Louvain[2].
- 2018 : le prix Kowalski des Lycéens 2019 de la ville de Lyon pour Voir venir Laisser dire aux éditions La Rumeur Libre.

## Œuvres

### Poésie
- Le Songe et la blessure, Plein Chant, 1972 et 1974.
- Silence corps chemin, Thomas, 1973 et 1975.
- L'Autre Pays, Plein Chant, 1975.
- Courbe du temps, Éliane Vernay, 1975.
- Avant l'absence, Éliane Vernay, 1979.
- Passé composé, Le Verbe et l'empreinte, 1983.
- Lisières, Dominique Bedou, 1985.
- De l'obstinée possibilité de la lumière, Éliane Vernay, 1988.
- Sous la montagne, Messidor, 1992.
- Le Bruit du monde, Paroles d'Aube, 1993.
- La Chambre vide, Lettres Vives, 1995.
- Silence corps chemin, Mont Analogue Éditeur, 1996.
- A Schubert et autres élégies, Paroles d'Aube, 1997.
- L'Imperceptible, Lettres Vives, 1998.
- La Cour du cœur, Tarabuste, 2000.
- Vingt-quatre heures, l'été, Lettres Vives, 2000.
- Le jour n'en finit pas, Lettres Vives, 2001.
- La Brûlure, Lettres Vives, 2002.
- On cherche quelqu'un, Dana, 2002.
- Le Fil de la joie, La Porte, 2003.
- La Dernière Phrase, Lettres Vives, 2004.
- Sur le fil, Tarabuste, 2006.
- Diptyque avec une ombre, Arfuyen, 2005.
- Un morceau de lumière, Voix d'encre, 2005.
- L'Heure de cendre, Opales, 2006.
- N'importe où, La Porte, 2006.
- Entre corps et pensée, anthologie composée par Yves Charnet, le Dé Bleu, 2007.
- Journal de l'air, Arfuyen, 2008.
- L'amitié des voix: I Les voix du temps II Le temps des voix, publie.net, 2009.
- L'Identité obscure, Lettres Vives, 2009.
- L'orage vient, La Porte 2009.
- Puisqu'il est ce silence, Prose pour Henri Meschonnic, Lettres Vives, 2010.
- Les morceaux de l'image, avec Colette Deblé, Ficelle, 2010.
- Portrait du jour, La Porte, 2010.
- Chronique d'un égarement, Lettres Vives, 2011.
- Portrait d’une ombre, coll. PO&PSY, Érès, 2011.
- Comme si de rien, L'Amourier éditions, 2012[3].
- Les travaux de l'infime, PO&PSY "in extenso", Erès, 2012.
- Ode au recommencement, Lettres Vives, 2013.
- L’Âge du fragment, chronique, Æncrages & Co, 2016.
- Huit fois le jour, Lettres Vives, 2016.
- Un léger retard, Éditions La Regondie, Limoges, 2016. Livre d'artiste peint par Anne Slacik. Tirage à 40 ex.
- Quelque chose comme un cri, Po1psy "in extenso" / Erès, 2017.
- Petite suite pour jours obscurs, éditions les Arètes, 2017.
- Voir venir Laisser dire, La Rumeur libre, 2018.
- Avec Yves Namur, La pluie, Méridianes, collection « Duo », 2019[4].
- et les oiseaux, Voix d'encre, 2019.
- Journal d'hiver, La Porte, 2019.
- Perdre les traces, La Rumeur libre, 2021.
- Zone franche, Tarabuste, 2022.
- Un léger désespoir, Al Manar, 2023.
- Le ciel sur la vitre, peintures de Guy Calamusa, Le Réalgar, 2023.

### Prose
- Obéissance au vent - I L'incessant, Flammarion, 1979 (réed. publie.net, publie.papier, 2016).
- Obéissance au vent - II La mémoire des visages, Flammarion, 1983 (réed. publie.net, publie.papier, 2016).
- Obéissance au vent - III Le silence des chiens, Ubacs, 1990 (réed. publie.net, 2009, publie.papier, 2012/2016).
- Obéissance au vent - IV La tendresse, Mont Analogue Éditeur, 1997 réed. publie.net 2011, publie.papier, 2012/2016).
- Image et récit de l'arbre et des saisons, André Dimanche, 2002, réed. publie.net/papier, 2019.
- La Ligne de crête, Tertium Éditions, 2007.
- Le Dénouement, Opales, 2001, réed. publie.net/publie.papier, 2017.

### Théâtre
- Au Pied du Mur, avant-propos : Nasser-Edine Boucheqif, Coll. Paroles de Scène, Polyglotte-C.i.c.c.a.t, 2013.

### Essais
- Luis Cernuda, Seghers, coll. « Poètes d'aujourd'hui », 1972.
- Neuf poètes espagnols du vingtième siècle, Plein Chant, 1975.
- Entrada en materia, Cátedra, 1985.
- Un homme assis et qui regarde, Jean-Pierre Huguet, 1997.
- Bernard Noël ou l'éclaircie, Opales, 2002.
- Chutes I, II, III, Alidades, 2005.
- La voix de la mer, publie.net, 2008.
- L'amitié des voix: I Les voix du temps II Le temps des voix, publie.net, 2009.
- Chutes IV, Alidades, 2012.
- Amnésie du présent, publie.net/papier, 2019.
- Chutes V, Alidades, 2020.
- La vie, malgré - chroniques, Les éditions Lettres Vives, 2020.

### Traductions
- Vicente Aleixandre : La Destruction ou l'amour, Fédérop, Lyon, 1975 et 1977
- Rodolfo Alonso, Entre les dents, Po&psy/Erès, 2017
- Álvarez Ortega : Genèse suivi de Domaine de l'ombre, Le Taillis Pré, 2012
- Jorge Luis Borges : La Proximité de la mer, 99 poèmes, Gallimard, coll. Du Monde entier, 2010
- Luis Cernuda : Les Plaisirs interdits, Fata Morgana, 1981; Un fleuve un amour, Fata Morgana, 1985; Ocnos, Les Cahiers des Brisants, 1987
- Antonio Gamoneda : Pierres gravées, Lettres Vives, 1996; Froid des limites, Lettres Vives, 2000; Blues Castillan, José Corti, 2004; Description du mensonge, José Corti, 2004; Passion du regard, Lettres Vives, 2004; Clarté sans repos, Arfuyen, 2006; Cecilia, Lettres Vives, 2006
- Juan Gelman : L’Opération d’amour, Gallimard, 2006; Lettre ouverte suivi de Sous la pluie étrangère, Caractères 2011, Com/positions, Caractères 2013
- Ramón Gómez de la Serna : Le Livre muet, André Dimanche, 1998; Lettres au hirondelles et à moi-même, André Dimanche, 2006
- Jean de la Croix : Nuit obscure, Cantique spirituel et autres poèmes, Poésie/Gallimard, 1997, Thérèse d'Avila/Jean de la Croix, Œuvres, Pléiade/Gallimard 2012
- Luis de Góngora : Fable de Polyphème et Galatée, Poésie/Gallimard, 2016
- Roberto Juarroz : Fidélité à l’éclair, Lettres Vives, 2001; Quinzième poésie verticale, José Corti, 2002
- Liliana Lukin (es) : Calligraphie de la voix, Alidades, 2013
- Luis Mizón : Province perdue, trad. collective, Les Cahiers de Royaumont, 1988; Jardin de ruines, Obsidiane, 1992
- Alejandra Pizarnik : L'Autre Rive, Unes, 1983; À propos de la comtesse sanglante, Unes, 1999; Cahier jaune, Ypsilon.éditeur, 2012; L'enfer musical, Ypsilon.éditeur, 2012; Extraction de la pierre de folie, Ypsilon.éditeur, 2013
- Francisco de Quevedo : Les Furies et les Peines, 102 sonnets, Poésie/Gallimard, 2011
- Andrés Sánchez Robayna (es) : La Roche, Comp'Act, 1995; Sur une pierre extrême, trad. collective, Les Cahiers de Royaumont, Créaphis, 1997; Feu blanc, Le Taillis Pré, 2004; Sur une confidence de la mer grecque, Gallimard, 2008
- José Angel Valente : L'Innocent suivi de Trente-sept fragments, Maspéro, 1978; Trois leçons de ténèbres, Unes, 1985; Material Memoria, Unes, 1985; Intérieur avec figures, Unes, 1987; L’Éclat, Unes, 1987; La Pierre et le Centre, José Corti, 1991; La Fin de l'âge d'argent, José Corti, 1992; Au dieu sans nom, José Corti, 1992; Mandorle, Unes, 1992; Paysage avec des oiseaux jaunes, José Corti, 1994; Chansons d'au-delà, Unes, 1995; Lecture à Ténérife, Unes, 1995; Variations sur l’oiseau et le filet, José Corti, 1996; Personne, Myriam Solal, 1997; Trois Leçons de ténèbres, suivi de Mandorle et l’éclat, Poésie/Gallimard, 1998; Communication sur le mur (entretien avec Antoni Tàpies), Unes, 1999; Treize poèmes, Dana, 2001; Fragments d’un livre futur, José Corti, 2002
- Xavier Villaurrutia : Nostalgie de la mort, José Corti, 1991
- Paulina Vinderman (en): Barque noire, Lettres Vives, 2013, L'épigraphiste, Le Taillis Pré, 2018
- María Zambrano : Poésie et philosophie, José Corti, 2003; L’homme et le divin, José Corti, 2006